# 白印霞鯊
白印霞鯊（學名：Centroscyllium nigrum），為板鰓亞綱角鯊目燈籠棘鮫科的其中一種，是所知甚少的鯊魚。

## 身體特徵
白印霞鯊沒有臀鰭，背鰭鰭棘有凹溝，兩條背鰭相似大少，吻尖，大眼睛，細少的鰓裂，下腹及尾柄短，身體呈黑褐色而鰭端呈白色。牠們最長可達50厘米。

## 分佈
白印霞鯊分佈在近夏威夷的東太平洋。

## 習性及棲息地
白印霞鯊是罕有的深海鯊魚，生活在400至1145米的水深處。